# Ermeneutica giuridica

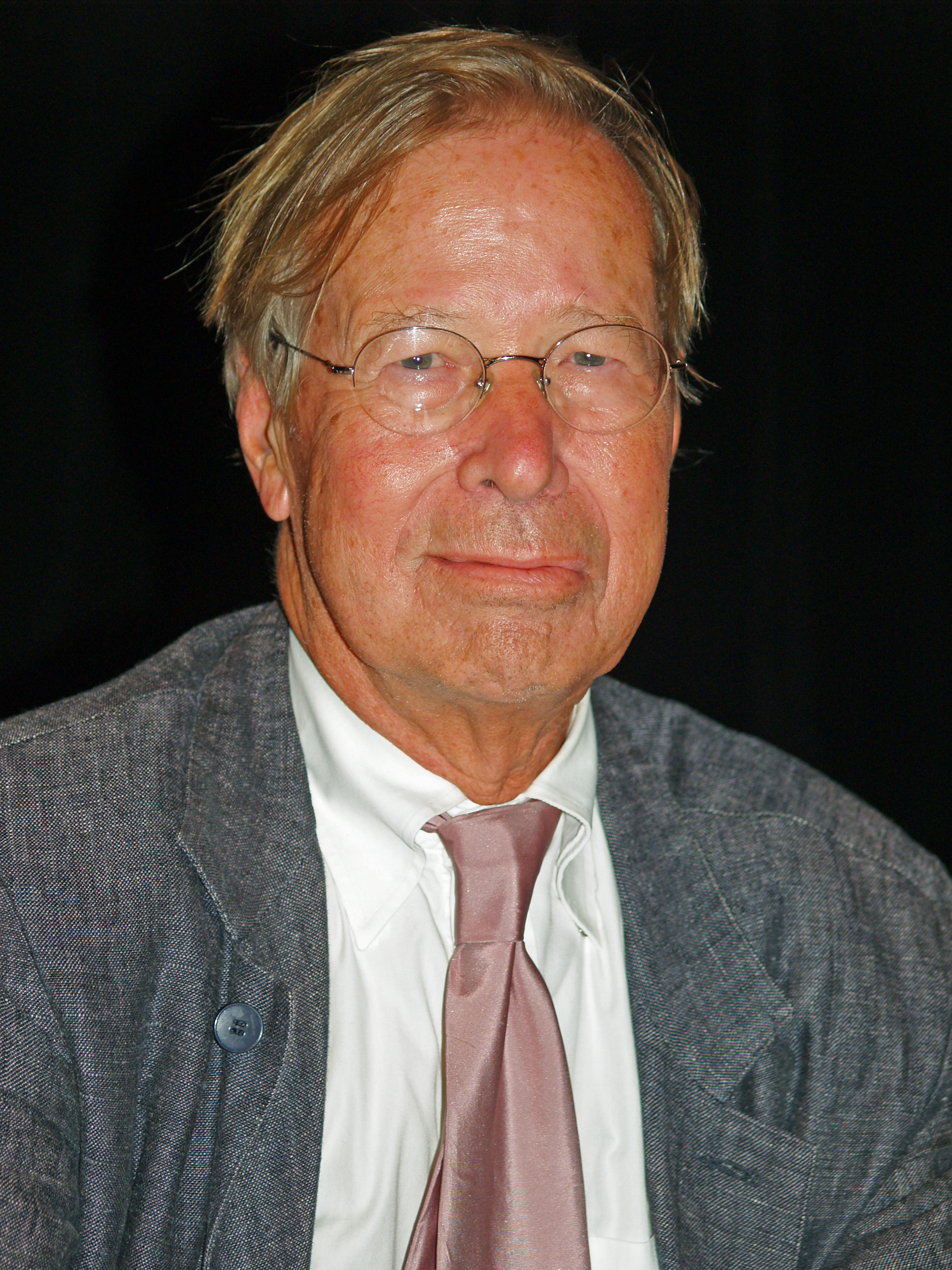
Ronald Dworkin a cui è associato l'interpretativismo.

L'ermeneutica giuridica, o anche interpretativismo giuridico, è una scuola di pensiero di filosofia del diritto che si è manifestata in modo influente, soprattutto in Europa e negli USA, nel XX secolo. In senso originario per ermeneutica giuridica si intendeva una riflessione sulla metodologia dell'interpretazione della norma giuridica, ma successivamente sotto l'influenza di Hans-Georg Gadamer l'ermeneutica da tecnica dell'interpretazione dei testi diventava una corrente filosofica con interessi più generali, la quale, oltre al tradizionale campo dell'ermeneutica biblica, trovava nel diritto un importante campo di applicazione.

## Le leggi come principi
L'ermeneutica giuridica tende a contrapporsi al positivismo giuridico di Hans Kelsen e Hart; ad esempio la teoria di Dworkin è "interpretativa": la legge è qualsiasi cosa scaturisca da un'interpretazione costruttiva della storia istituzionale di un sistema legale.
L'attenzione non è più posta sulla norma in sé, ma sulla giurisprudenza, cioè sulla concreta applicazione fatta  da chi è investito del compito di giudicare, tanto più pregnante nei paesi dove vige lo stare decisis. Ciò permette di attribuire all'ermeneutica un significato esemplare; e tale esemplarità ci permette di ricostruire il rapporto tra presente e passato, nella capacità di spiegare il passato nella sua continuità con il presente, in vista di uno scopo pratico: l'applicazione delle norme. In questo modo si pongono le basi per il superamento della struttura tradizionale dell'interpretazione statica e obiettiva, tesa a ripercorrere il procedimento mentale dell'autore, e si ha la necessità di un nuovo metodo di lavoro; con questa prospettiva si tende a spostare il fulcro dell'esperienza giuridica sull'attività interpretativa e applicativa.
Oltre agli studiosi già citati, i maggiori esponenti dell'ermeneutica giuridica sono Josef Esser, Karl Engisch (che è particolarmente interessato al circolo ermeneutico), Winfried Hassemer e Arthur Kaufmann e Francesco Viola. In Italia, Emilio Betti è stato uno dei maggiori rappresentanti dell'ermeneutica giuridica.